# Cable de alta tensión

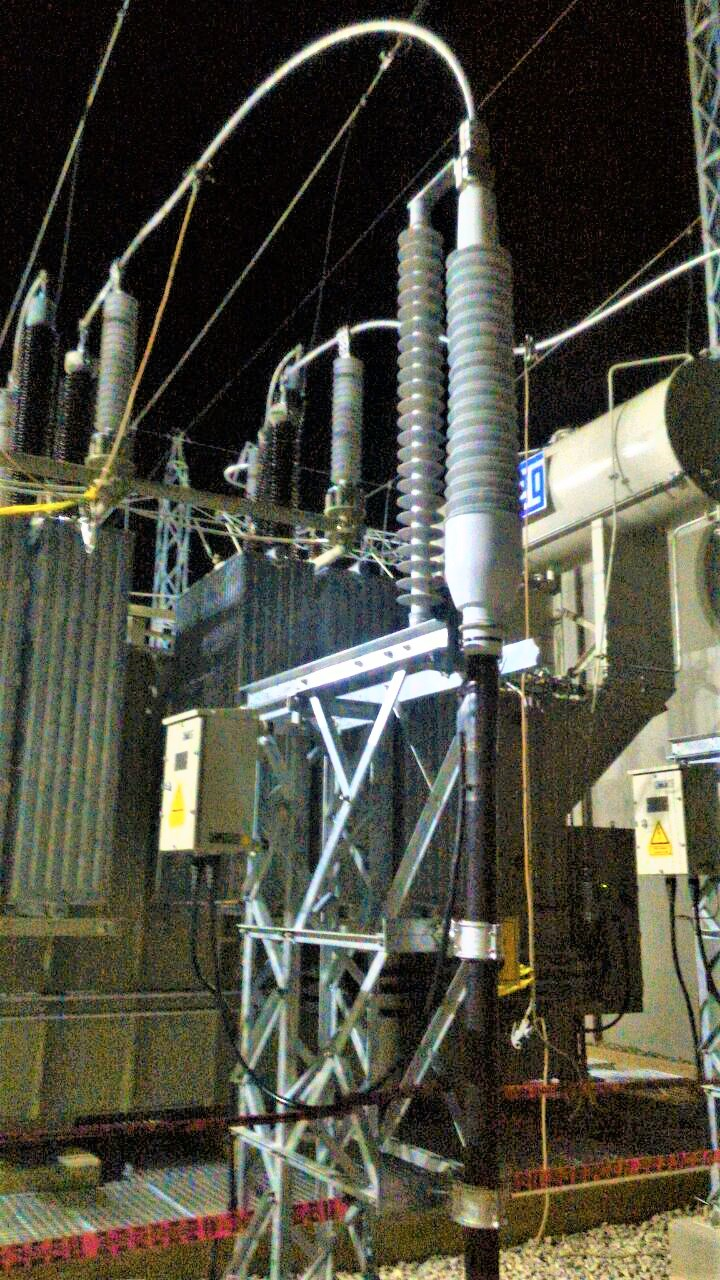
Terminal exterior de un cable de alta tensión, para conectar de forma subterránea un transformador de potencia a una subestación de alta tensión.

Los cables de alta tensión se usan para la transmisión de energía eléctrica en alta tensión de forma aislada, ideal para redes subterráneas y submarinas. A diferencia de las líneas aéreas de alta tensión que no poseen aislamiento. 
En general, el aislamiento del cable está diseñado para soportar el estrés causado por la alta tensión y para prevenir el contacto directo del conductor de alta tensión con otros objetos o personas. Los empalmes y terminales del cable son diseñados para prevenir la ruptura del aislamiento en los extremos del cable. Comúnmente un cable de alta tensión tiene una pantalla metálica sobre el aislamiento, conectada a tierra y diseñada para distribuir uniformemente el campo eléctrico en el aislamiento del cable.
Los cables de alta tensión tienen una variedad de aplicaciones en instrumentos, sistemas de ignición y transmisión de potencia en corriente alterna y continua. Pueden ser de cualquier longitud, pueden ser relativamente cortos en equipos eléctricos, más largos dentro de edificios o como cables enterrados en una planta industrial, o para distribución de potencia, siendo los tramos más largos los cables submarinos bajo el océano para transmisión de energía eléctrica.

## Construcción

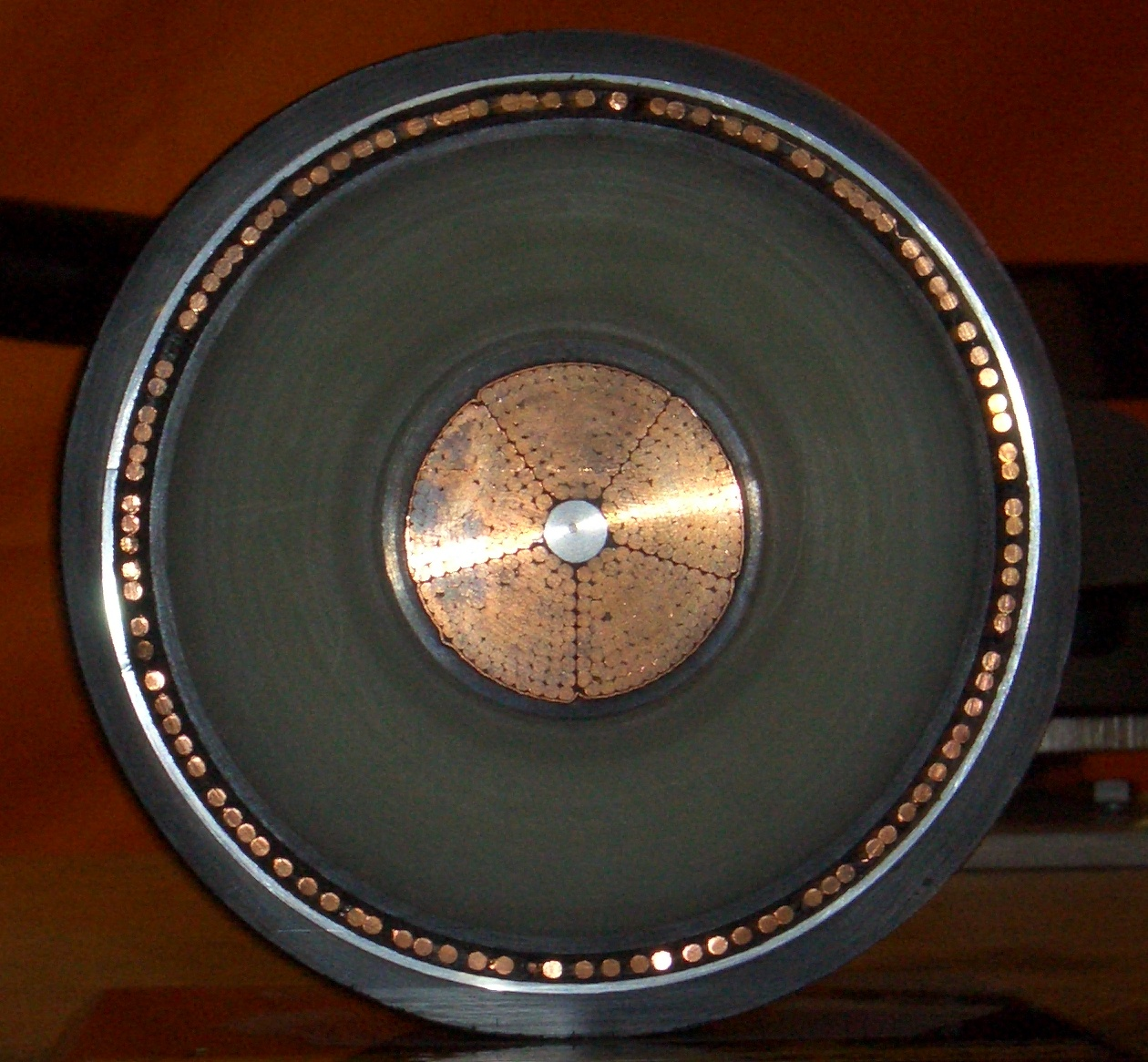
Sección transversal de un cable de 400kV, donde se observa el conductor segmentado multifilar en el centro, seguido de la capa aislante y semiconductora, la pantalla hecha de hilos de cobre, la cubierta de aluminio, y la cubierta exterior de plástico.

Los cables de alta tensión poseen, al igual que cualquier otro cable, uno o más conductores, una capa de aislamiento y una chaqueta protectora. A diferencia de los cables de baja tensión, los cables de alta tensión poseen internamente capas adicionales para controlar el campo eléctrico del conductor.
Para circuitos que operan a más de 2000 voltios, Los cables incluyen una pantalla metálica, alrededor de cada conductor aislado. Esto distribuye uniformemente el campo eléctrico en el aislamiento del cable. Esta técnica fue patentada por Martin Hochstadter en 1916. Por esta razón, algunas veces esta capa es llamada capa de Hochstadter. La pantalla metálica de cada conductor se conecta a tierra en cada extremo del cable y en los empalmes. Se instalan conos de alivio en el final de cada pantalla.
Los cables para distribución de potencia de 10kV o más pueden aislarse con aceite y papel, contenidos en una tubería rígida de acero, aluminio semirrígido o en una cubierta de plomo. Para tensiones más altas el aceite debe mantenerse bajo presión para evitar la formación de vacíos que pudieran permitir descargas parciales dentro del aislamiento.
Sebastian Ziani de Ferranti fue el primero en demostrar en 1887 que el papel preparado y secado adecuadamente, este podría servir de aislamiento a 11000 voltios. Anteriormente el papel aislado solo se había utilizado para telegrafía de baja tensión y circuitos telefónicos. Se requería una capa de plomo extruida para asegurar que el cable se mantuviera completamente seco.
La vulcanización fue patentada por Charles Goodyear en 1844, pero no fue aplicada a los cables hasta los años 1880, cuando se usó para circuitos de iluminación. Los cables aislados con caucho fueron usados por primera vez para circuitos de 11000 voltios en el proyecto de generación de energía eléctrica en las Cataratas del Niágara.
Los cables de media tensión aislados en papel fueron comercializados a partir de 1895. Durante la Segunda Guerra Mundial, se aplicaron diferentes variedades de caucho sintético y polietileno como aislamiento. En la actualidad, los cables de alta tensión usan polímeros como el polietileno reticulado XLPE como capa de aislamiento.
Antes de 1960, los cables de potencia subterránea eran aislados con aceite y papel dentro de un tubo de acero rígido, o una cubierta o chaqueta semirrígida de alumunio o plomo. En la actualidad es posible encontrar cables aislados con aceite y papel alrededor del mundo. Entre los años 1960 y 1990, se amplió el uso de polímeros en voltajes de distribución, principalmente el EPDM (Etileno Propileno Dieno tipo M); sin embargo, su falta de confiabilidad, particularmente de los primeros XLPE, causó que no fuera ampliamente usado en voltajes de transmisión. A pesar de que los cables de 330kV son ampliamente construidos usando XLPE, esto sólo se ha logrado en las últimas décadas.

## Cable de corriente alterna
Aunque los sistemas de alta tensión se definen como aquellos que operan a cualquier voltaje superior a 1000 V, la mayoría de los cables se usan para tensiones superiores a los 10 000 V. Aquellos cables que operan en el rango de 10 a 33 kV son llamados cables de media tensión, y los que trabajan por encima de los 50 kV se denominan cables de alta tensión.

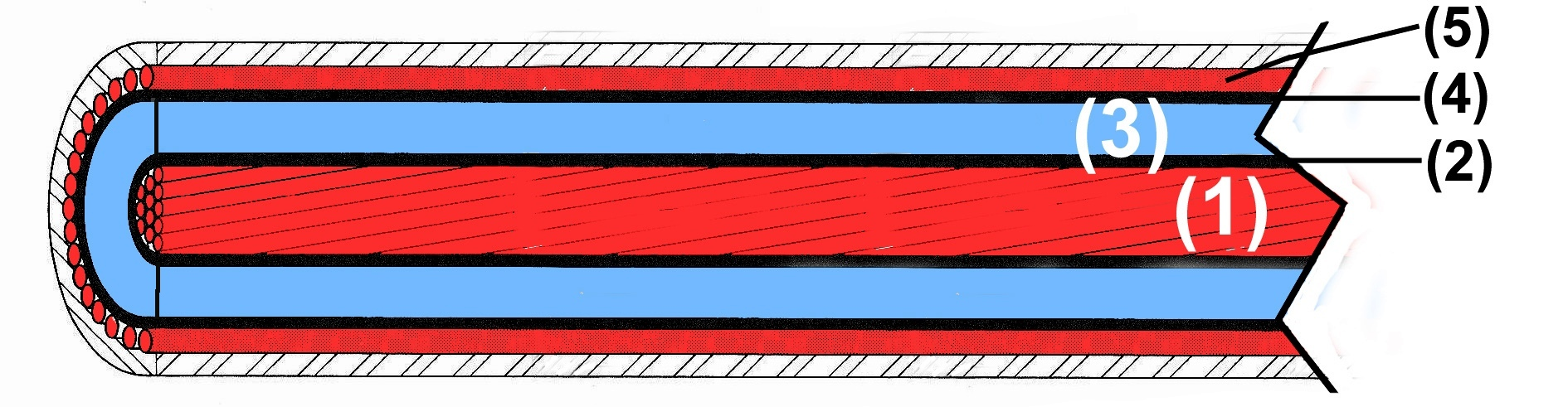
Figura 1. Sección de un cable de alta tensión, (1) conductor (3) aislamiento (2) y (4) Capas semiconductoras (5) en la capa externa del conductor y la capa exterior.

Los cables modernos de alta tensión tienen un diseño simple, consistente de pocas partes. De acuerdo con la figura 1, los cables de alta tensión están compuestos por las siguientes partes:
1. Conductor: Es el encargado de transportar la corriente, y normalmente es fabricado en cobre o aluminio. Los conductores con sección transversal de 2000 mm² pueden transportar corrientes de hasta 2000 amperios. Generalmente es habitual que a cada fibra individual se le deforme previamente para facilitar una mejor circunferencia.
2. Pantalla semiconductora interna: Su función es distribuir uniformemente el campo eléctrico alrededor del conductor. Está integrada en la capa interna del aislamiento.
3. Aislamiento: Soporta el campo eléctrico en el interior del cable. Está compuesto por un material aislante como el XLPE, el cual es razonablemente flexible y puede operar en temperaturas de hasta 120 °C.
4. Pantalla semiconductora externa: Su función es distribuir uniformemente el campo eléctrico alrededor del aislamiento. Está integrada en la capa externa del aislamiento. La función de ambas pantallas semiconductoras es prevenir cavidades llenas de aire entre el metal conductor y el dieléctrico, evitando pequeñas descargas eléctricas que podrían dañar el aislamiento.
5. Pantalla metálica:Sirve como conductor a tierra y conducirá la corrientes de pérdida si es necesario. Dependiendo del diseño, está hecha por hilos de cobre que rodean el cable de forma helicoidal, o bien, una lámina de aluminio o cobre.

### Calidad

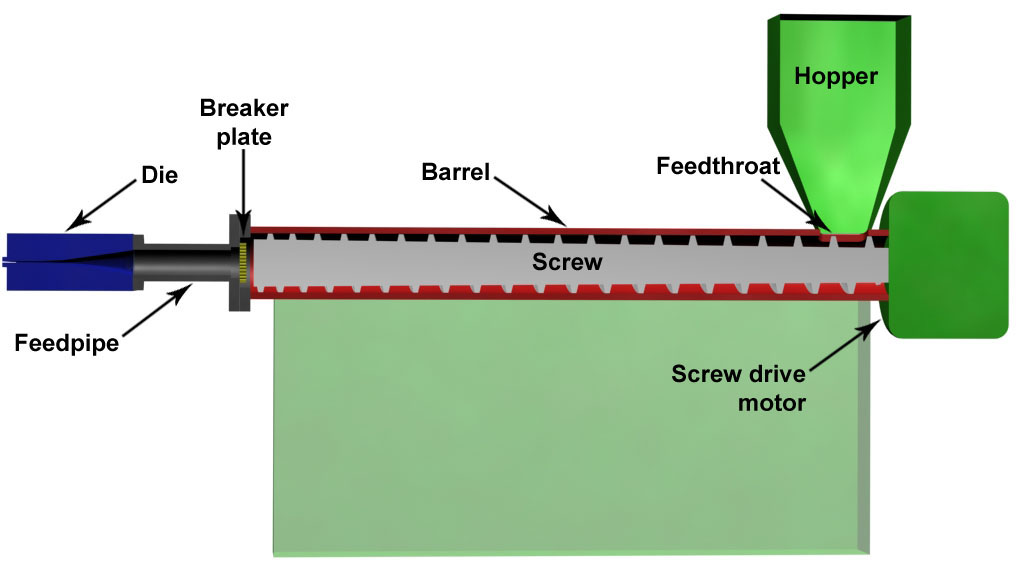
Una máquina extrusora para hacer cables de alta tensión

Durante el desarrollo del aislamiento de alta tensión, el cual ha tomado cerca de medio siglo, se encontró que dos características son fundamentales para garantizar la calidad del cable. Primero, el uso de capas semiconductoras. Estas capas deben ser absolutamente suaves, sin siquiera protuberancias de pocos micrómetros. Adicional a esto, la fusión entre el aislamiento y estas capas debe ser absoluta; cualquier fisión, burbuja de aire, o cualquier otro defecto de las mismas dimensiones mencionadas anteriormente puede perjudicar las características de avería del cable.
Otro aspecto importante es que el aislamiento no debe tener alguna inclusión, cavidad o algún otro defecto similar. Cualquier defecto de este tipo acorta la vida del cable la cual debería estar en el orden de 30 años o más.
La cooperación entre fabricantes de cables y fabricantes de materiales ha resultado en clasificar el XLPE a partir de especificaciones muy precisas. La mayoría de fabricantes de XLPE especifican una clasificación «extra limpio», donde se garantizan el número y tamaño de partículas extrañas. Se requiere empacar la materia prima y almacenarla dentro de un cuarto limpio en la máquina que fabrica el cable. El desarrollo de extrusores de plástico y la reticulación han hecho que el proceso de fabricación este libre de defectos e impurezas en el aislamiento. El control de calidad final es realizar una prueba de descargas parciales a 50 0 60 Hz de muy alta intensidad (en el rango de 5 a 10 picoculombios). Esta prueba se realiza a cada carrete que salga de fábrica.

## Cable HVDC
Un cable para transmisión de corriente continua de alta tensión tiene la misma fabricación que un cable de corriente alterna. La física y los requerimientos de prueba son diferentes. En este caso la suavidad de la capa semiconductora es de suma importancia. La limpieza del aislamiento se mantiene importante.
Muchos cables HVDC se usan para conexiones submarinas de corriente directa, debido a que no se pueden usar distancias superiores a 30 km en corriente alterna. El cable instalado en la actualidad con mayor longitud es el cable Norned que conecta a Noruega y Holanda que tiene cerca de 600 km de largo y transporta 600 MW, una capacidad similar a una subestación de alta potencia.

## Terminales del cable

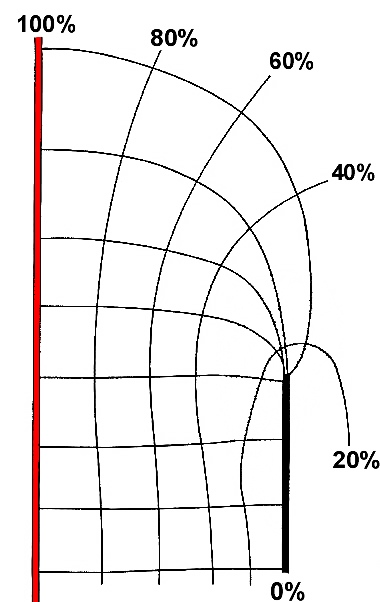
Figura 2.Cuando la pantalla de un cable (0%) se corta, las líneas equipotenciales (de 20% a 80%) se concentran en el borde del electrodo de tierra, causando riesgo de chisporroteo.

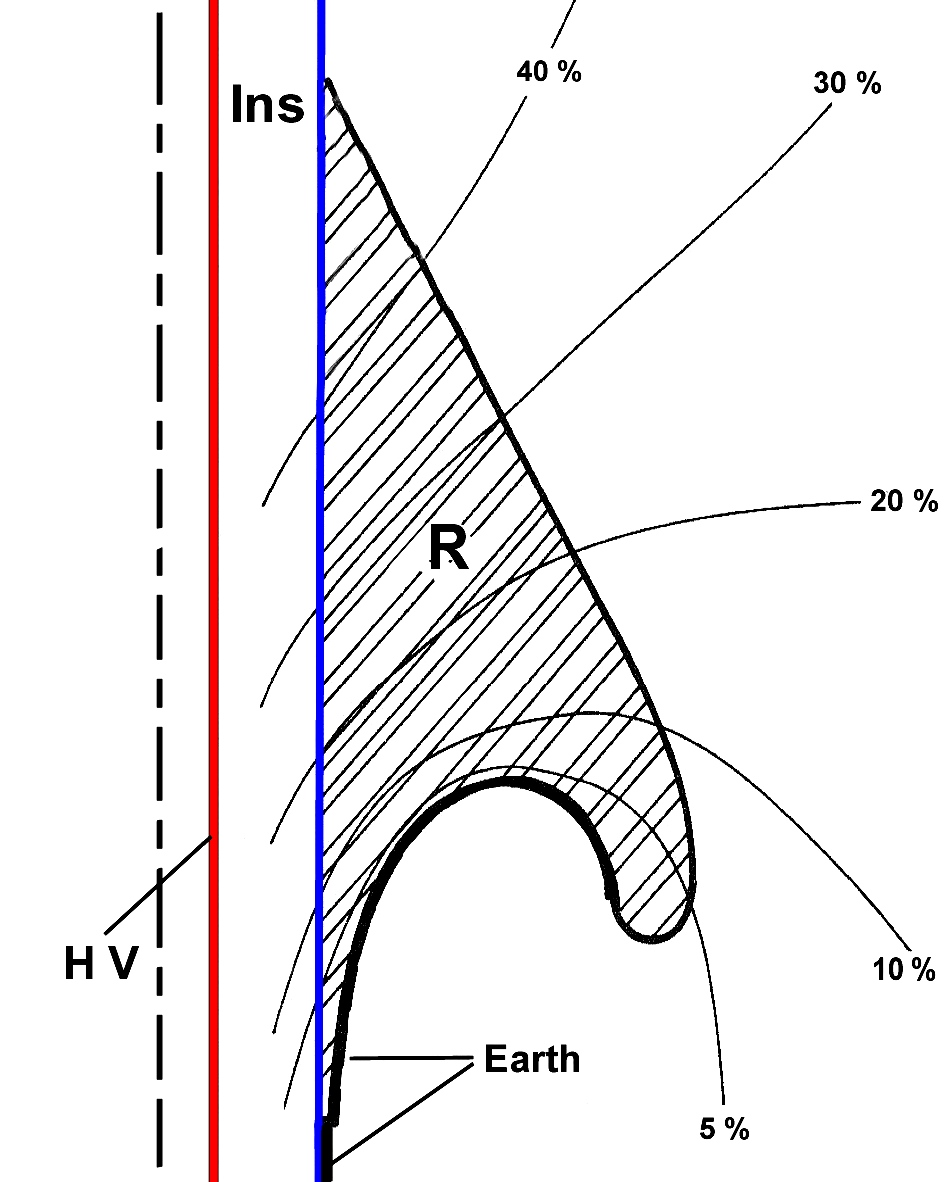
Figura 3. Un cuerpo de caucho R es presionado sobre el aislamiento (azul) del cable. Las líneas equipotenciales entre HV (alta tensión) y earth (tierra) se distribuyen uniformemente por la forma del electrodo de tierra. De esta manera, se reducen las concentraciones de campo eléctrico en el cable.

Las terminales de los cables de alta tensión debe tener la capacidad de controlar el campo eléctrico en los extremos. Sin el terminal, el campo eléctrico se concentraría en el extremo del conductor de tierra, como se observa en la figura 2.
Las líneas equipotenciales que se observan en la figura 2, se asimilan a las isolíneas de una región montañosa: entre más cerca estén estas línea una de la otra, la pendiente será más pronunciada y será más grande el daño; que para este caso equivale a una ruptura de la rigidez dieléctrica del material. 
Para controlar las líneas equipotenciales (es decir, para controlar el campo eléctrico), se usa un dispositivo que se denomina cono de estrés, o cono de alivio, tal cual como se observa en la figura 3. Este dispositivo ensancha la pantalla en una curva logarítmica. Antes de 1960, los conos de alivio eran hechos manualmente con cinta, esto posterior al proceso de instalación. Estos conos eran protegidos con un buje, el cual en el exterior era un aislador y en el interior era relleno de un compuesto dieléctrico. Posterior a la década de 1960, se desarrolló el terminal premoldeado, que consistía de un cuerpo de caucho o elástomero que se estiraba en el extremo del cable. Este cuerpo R fabricado de caucho se le adiciona en la capa externa un electrodo, el cual se encarga de redistribuir las líneas equipotenciales para garantizar una baja concentración de campo eléctrico.
El objetivo de este dispositivo, el cual fue inventado por NKF en 1964, es que el diámetro de la perforación del cuerpo elástico sea menor al diámetro del cable. De esta manera, la interfaz entre el cable y el cono de alivio se logra por presión mecánica, evitando que se formen cavidades o burbujas entre el cable y el cono. Así, se impide rigidez dieléctrica en esta región del cable.
Posteriormente, en la etapa de construcción se puede proteger el dispositivo con un aislador de porcelana o silicona para uso exterior, o por accesorios que permiten conectar el cable con un transformador, o una subestación aislada en gas.

## Empalmes del cable

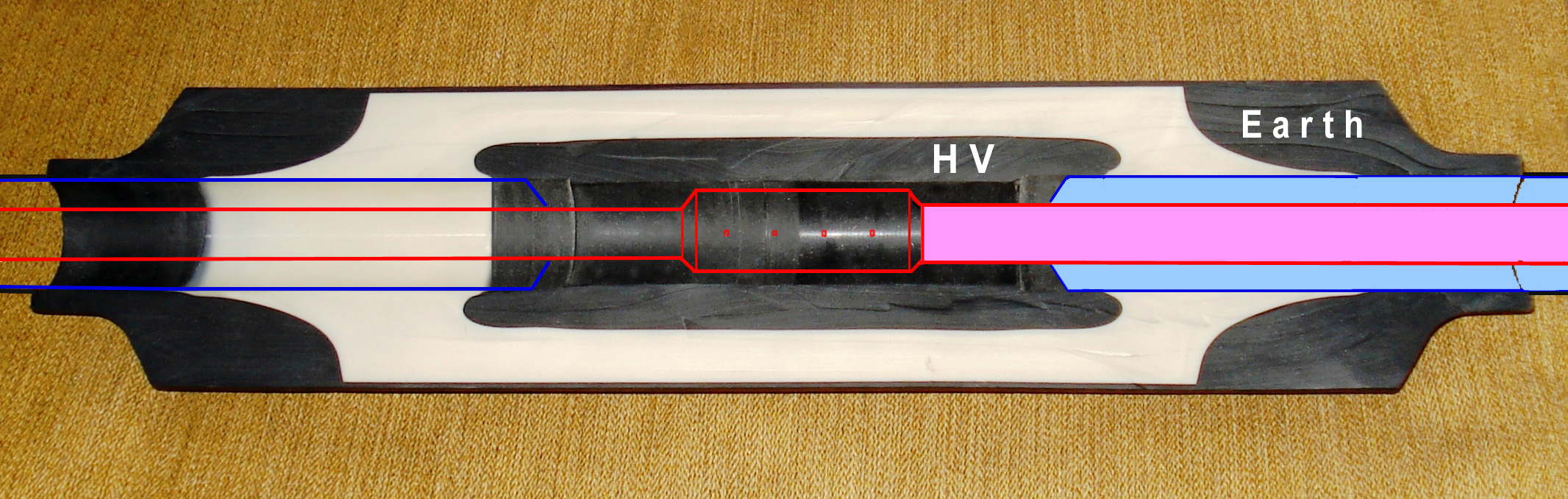
Figura 4. Sección transversal de un empalme de alta tensión, con un cable de alta tensión montado en el lado derecho.

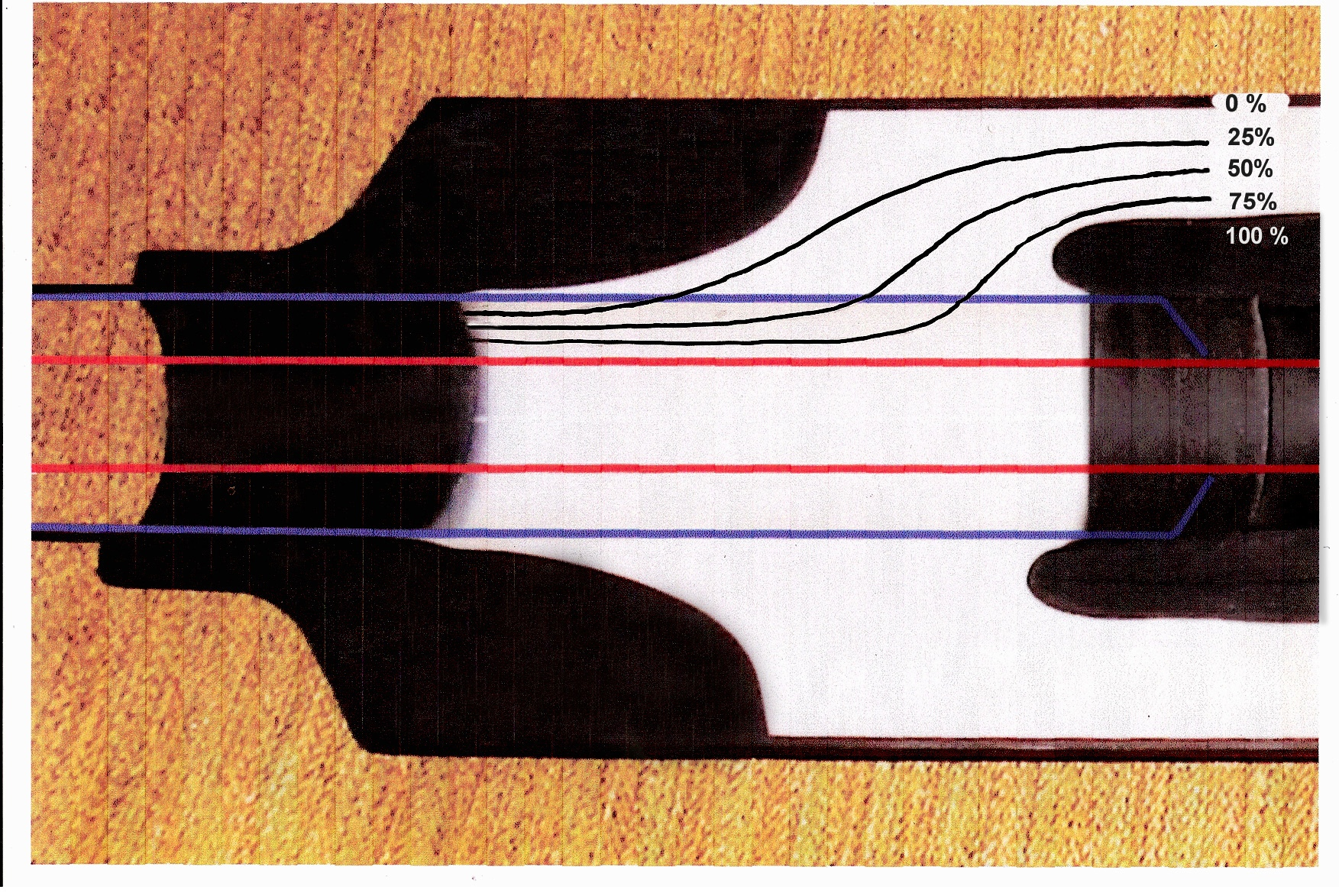
Figura 5. Distribución de campo eléctrico en un empalme de alta tensión.

Unir dos cables de alta tensión causan dos problemas: Primero, la capa semiconductora externa debe acoplarse de manera que no haya concentración de campo, como en el caso de las terminales del cable. Segundo, debe generarse un espacio libre de campo donde el aislamiento finaliza y donde se ubica el conector de ambos conductores. Estos problemas fueron resueltos por NKF en Delft en 1965.
La figura 4 muestra la sección transversal de un empalme. En un lado de la fotografía se observan las líneas de contorno de un cable de alta tensión. Aquí rojo representa el conductor del cable y azul el aislamiento del cable. Las partes negras de la imagen corresponden a las partes semiconductoras del empalme. La parte externa se encuentra conectado a tierra y distribuye el campo eléctrico de la misma manera que un terminal del cable. La parte interna está a alta tensión y se encarga de apantallar el conector del campo eléctrico.
El campo es redistribuido de manera que las líneas equipotenciales son dirigidas suavemente desde la parte interna del cable hasta la parte externa del empalme.
Cabe resaltar que como en el terminal, el diámetro del dispositivo es menor que el diámetro del aislamiento del cable. De esta manera, se crea una presión permanente entre el dispositivo y la superficie del cable con el fin de evitar cavidades o puntos eléctricos débiles.
Instalar un empalme es un trabajo realizado por personal altamente especializado. El proceso de eliminar la capa externa semiconductora en los extremos del cable, ubicar los conos de alivio, unir los conductores, etc, requiere destreza, limpieza en el proceso, y precisión.

## Cable de Rayos X
Los cables de rayos X se utilizan en longitudes de varios metros para conectar la fuente de alta tensión con un tubo de rayos X o cualquier otro dispositivo de alta tensión que forme parte de equipos científicos. Estos cables transmiten pequeñas corrientes del orden de los miliamperios, con tensiones de entre 30 y 200 kV en corriente continua, o a veces incluso más elevadas. Los cables son flexibles, con aislamiento de goma u otro material dieléctrico, el núcleo está formado por conductores trenzados y una cubierta de alambre trenzado de cobre. La construcción tiene los mismos elementos que otros cables de alto voltaje.

## Pruebas en cables de alta tensión
Existen diferentes causas por las que el aislamiento del cable puede resultar defectuoso, dado que se usan como aislamiento materiales dieléctricos sólidos o de papel. Por lo tanto, existen varios métodos de prueba y medición para verificar que un cable es completamente funcionales o para detectar fallos. Si bien en los cables de papel lo que se prueba principalmente es la resistencia del aislamiento con corriente continua, la prueba más común para el cable con un dieléctrico sólido consiste en provocar una descarga parcial. Es necesario distinguir entre validar un cable y diagnosticar un cable. Mientras que los métodos de validación de cable resultan en una declaración apto / no apto, los métodos de diagnóstico del cable permiten evaluar la condición actual del cable. Con algunas pruebas, incluso es posible localizar la posición del defecto en el aislamiento antes de que se produzca el fallo.